# Índex alfabètic

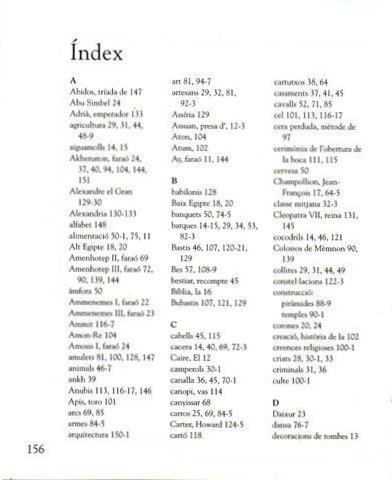
Primera pàgina d'un índex d'un llibre

L'índex o, en cas d'ambigüitat, índex alfabètic o índex analític és una llista ordenada alfabèticament dels termes significatius que apareixen en un document (o conjunt de documents), tot indicant la pàgina o pàgines on figuren. L'índex sorgí històricament com a element integrant del llibre imprès, però també hi ha índexs conjunts de diverses obres o de conjunts d'obres; per exemple, els índexs periòdics i cumulatius de les publicacions en sèrie. Convé puntualitzar que l’índex del català equival a l'anglès index, al francès index, al portuguès índice, etc. Tanmateix no és rar que s'empri el mot sumari com a sinònim complementari d'índex. Entre les llengües romàniques, només en italià és normatiu d'emprar el terme indice tant amb el valor de sumari com en el d'índex (bé que en aquest segon sentit es tendeix a usar la forma indice alfabetico). Això es produeix també en espanyol col·loquial (índice i índice alfabético), mentre que en l'ús acadèmic es vacil·la entre seguir la confusió col·loquial i fer la distinció internacional (sumario i índice).
En el cas dels llibres, l'índex va col·locat sempre al final (darrere seu només s'admet el colofó). En el llibre hi pot haver un sol índex o bé diversos d'especialitzats; per exemple: índex onomàstic, índex toponomàstic, índex temàtic o ideològic, índex d'autors i obres citats, etc. En estudis acadèmics, manuals pràctics, etc., l'índex és un element indispensable per a recuperar la informació amb comoditat i rapidesa.
Com el sumari, l'índex és fruit de la impremta i, doncs, de la paginació; ja era força usat al si del llibre a mitjan segle xvi, i des del segle xviii es considera inadmissible la seva absència en els casos que el reclamen.